# Marta Snoeck
Marta Snoeck is een personage uit de televisiereeks Hallo België!. Snoeck werd gespeeld door Simonne Peeters en is een van de oorspronkelijke personages sinds 2003.

## Personage
Marta Snoeck is de huishoudster van Mijnheer Roger Van Mechelen, de rijke maar moeilijke bierbrouwer uit Brasschaat.
Ze kwam binnen op het moment dat hij zijn vorige huishoudster Mariette buiten zwierde. Op haar naamkaartje staat: ‘Marta Snoeck, uw redding in ongevallen, specialiteit: kunst en vliegwerk’. Normaal was ze loodgieter en kwam ze naar zijn waterleiding kijken, maar hij engageerde haar tot zijn vaste kuisvrouw. Marta mag een record op haar naam schrijven. Ze is de enige huishoudster die het bij Roger uithoudt, tot hiertoe. Al dreigt ze af en toe wel met ontslag. Marta is de motor van het gezin, maar door haar voortvarendheid en grote mond zorgt ze zelf ook voor de nodige misverstanden.
Ze is ook actief bij de plaatselijke toneelvereniging. Ze doet de regie voor de acteurs bij de toneelkring van De ouden van dagen.

## Uiterlijk
- ’Klakske’
- basketschoenen
- overal/short
- Rood haar

## Catch prases
- Dat gaat efkes boven mijn klakske zenne!